# Grand Prix automobile de France 1997
GP précédent GP suivant
Le Grand Prix automobile de France 1997 (Grand Prix de France 1997), disputé sur le circuit de Nevers Magny-Cours à 12 km au sud de Nevers le 29 juin 1997, est la 605e épreuve du championnat du monde de Formule 1 courue depuis 1950 et la huitième manche du championnat 1997.

## Désignation du circuit
Pour accueillir l'édition 1997 du Grand Prix de France, trois circuits sont en concurrence : celui de Magny-Cours, dans la Nièvre, qui accueille la manche française depuis 1991, celui du Paul-Ricard dans le Var (hôte de l'épreuve entre 1970 et 1990) et enfin, le Bugatti, au Mans.
Le circuit de Magny-Cours est alors le seul répondant aux critères de la Fédération internationale de l'automobile (FIA) pour accueillir un Grand Prix de Formule 1. Le circuit Bugatti du Mans doit en effet modifier son circuit de 4,4 kilomètres, jugé trop petit et il est pénalisé par l'organisation des 24 Heures du Mans à la mi-juin, ce qui imposerait un changement de date pour le Grand Prix de France, traditionnellement disputé le premier week-end de juillet. Quant au circuit du Castellet, de gros travaux de modernisation sont nécessaires. Ils seraient financés par le conseil régional (20 millions de francs), le conseil général du Var (20 millions) et la société Ricard (40 millions).
Le 2 février 1996, la Fédération française du sport automobile (FFSA) désigne à une très large majorité (21 voix sur 29) le circuit Paul-Ricard pour organiser le Grand Prix de France 1997 au détriment du circuit de Nevers Magny-Cours (5 voix) et du circuit Bugatti (3 voix).
Les responsables du circuit de Magny-Cours rejettent ce choix, arguant avoir signé un pré-accord avec la Formula One Constructors Association (FOCA). Max Mosley, le président de la FIA, décide de s'en remettre au Conseil mondial de la FIA, fixé au mois de juin 1996. Si le Castellet est désigné pour accueillir le Grand Prix de France de 1997 à 2001, le circuit devra auparavant avoir rempli les exigences techniques et financières imposées par le règlement, avant la date du 25 février 1996.
Avant la date butoir du 25 février 1996, la direction du circuit Paul-Ricard explique dans un communiqué, que le processus de sa candidature initié par la FFSA est caduc en raison des engagements existant déjà entre les responsables du circuit de Magny-Cours et Bernie Ecclestone, le président de la FOCA. Selon les responsables du circuit varois, cet accord leur interdit d'engager dans les délais imposés par les règlements des négociations avec la FOCA,.
Le 6 mars 1996, le comité directeur de la FFSA annonce qui le circuit de Magny-Cours accueillera le Grand Prix de France de 1997 à 2000. Le comité directeur de la FFSA charge également Jean-Marie Balestre, son président, d'obtenir l'organisation du Grand Prix d'Europe pour le circuit du Castellet. Cependant, c'est le circuit permanent de Jerez qui obtient l'organisation du Grand Prix d'Europe 1997.

## Engagés
Sur les douze écuries engagées au début du championnat, onze sont présentes au Grand Prix de France : l'écurie MasterCard Lola F1 Team ayant déclaré forfait pour le reste de la saison à l'occasion de la deuxième manche du calendrier, au Brésil.
Concernant les vingt-deux pilotes titulaires, on enregistre trois forfaits : victime d'un accident lors du Grand Prix précédent au Canada, Olivier Panis (Prost Grand Prix) est remplacé par Jarno Trulli qui avait débuté la saison au sein de Minardi,. Le pilote italien a été préféré à Emmanuel Collard après avoir effectué des essais privés sur le circuit de Magny-Cours avec la Prost JS45,.
Pour remplacer Jarno Trulli, Minardi promeut à sa place son pilote de réserve, le Brésilien Tarso Marques,.
Le deuxième pilote forfait pour le Grand Prix de France est Gerhard Berger. Le pilote de l'écurie Benetton souffre des sinus et a déjà manqué la manche précédente au Canada. Il est de nouveau remplacé par son compatriote Alexander Wurz.
Enfin, chez Sauber, l'Italien Gianni Morbidelli est forfait après s'être fracturé le bras lors d'une séance d'essais privés sur le circuit de Magny-Cours. Il est remplacé par l'Argentin Norberto Fontana,.
| Écurie                               | Numéro | Pilotes               | Châssis        | Moteur                | Pneus |
| ------------------------------------ | ------ | --------------------- | -------------- | --------------------- | ----- |
| Danka Arrows Yamaha                  | 1      | Damon Hill            | Arrows A18     | Yamaha 3.0 V10        | B     |
| Danka Arrows Yamaha                  | 2      | Pedro Diniz           | Arrows A18     | Yamaha 3.0 V10        | B     |
| Rothmans Williams Renault            | 3      | Jacques Villeneuve    | Williams FW19  | Renault 3.0 V10       | G     |
| Rothmans Williams Renault            | 4      | Heinz-Harald Frentzen | Williams FW19  | Renault 3.0 V10       | G     |
| Scuderia Ferrari Marlboro            | 5      | Michael Schumacher    | Ferrari F310B  | Ferrari 3.0 V10       | G     |
| Scuderia Ferrari Marlboro            | 6      | Eddie Irvine          | Ferrari F310B  | Ferrari 3.0 V10       | G     |
| Mild Seven Benetton Renault          | 7      | Jean Alesi            | Benetton B197  | Renault 3.0 V10       | G     |
| Mild Seven Benetton Renault          | 8      | Alexander Wurz        | Benetton B197  | Renault 3.0 V10       | G     |
| West McLaren Mercedes                | 9      | Mika Häkkinen         | McLaren MP4-12 | Mercedes-Benz 3.0 V10 | G     |
| West McLaren Mercedes                | 10     | David Coulthard       | McLaren MP4-12 | Mercedes-Benz 3.0 V10 | G     |
| Benson & Hedges Total Jordan Peugeot | 11     | Ralf Schumacher       | Jordan 197     | Peugeot 3.0 V10       | G     |
| Benson & Hedges Total Jordan Peugeot | 12     | Giancarlo Fisichella  | Jordan 197     | Peugeot 3.0 V10       | G     |
| Prost Gauloises Blondes              | 14     | Jarno Trulli          | Prost JS45     | Mugen-Honda 3.0 V10   | B     |
| Prost Gauloises Blondes              | 15     | Shinji Nakano         | Prost JS45     | Mugen-Honda 3.0 V10   | B     |
| Red Bull Sauber Petronas             | 16     | Johnny Herbert        | Sauber C16     | Petronas 3.0 V10      | G     |
| Red Bull Sauber Petronas             | 17     | Norberto Fontana      | Sauber C16     | Petronas 3.0 V10      | G     |
| PIAA Tyrrell                         | 18     | Jos Verstappen        | Tyrrell 025    | Ford ED4 3.0 V8       | G     |
| PIAA Tyrrell                         | 19     | Mika Salo             | Tyrrell 025    | Ford ED4 3.0 V8       | G     |
| Minardi F1 Team                      | 20     | Ukyo Katayama         | Minardi M197   | Hard 3.0 V8           | B     |
| Minardi F1 Team                      | 21     | Tarso Marques         | Minardi M197   | Hard 3.0 V8           | B     |
| HSBC Malaysia Stewart Ford           | 22     | Rubens Barrichello    | Stewart SF01   | Ford Zetec-R 3.0 V10  | B     |
| HSBC Malaysia Stewart Ford           | 23     | Jan Magnussen         | Stewart SF01   | Ford Zetec-R 3.0 V10  | B     |

## Résultats des qualifications
Comme c'est le cas depuis la saison 1996, il n'y a plus qu'une seule séance de qualifications, le samedi de 13 h à 14 h, et elle est limitée à douze tours complets maximum par pilote. Également introduite en 1996, la règle des 107% est toujours en vigueur : si un pilote signe un temps supérieur à 107% de celui de la pole position, il ne sera pas autorisé à prendre le départ de la course.

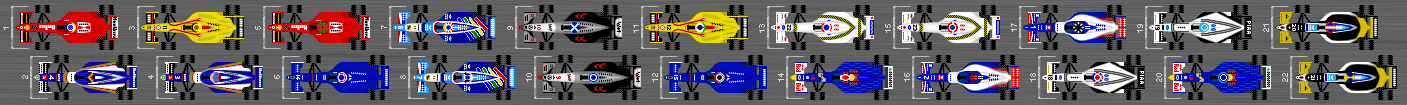
La grille de qualification du Grand Prix de France 1997.

| Pos                       | No | Pilote                | Écurie            | Temps    | Écart  |
| ------------------------- | -- | --------------------- | ----------------- | -------- | ------ |
| 1                         | 5  | Michael Schumacher    | Ferrari           | 1:14.548 |        |
| 2                         | 4  | Heinz-Harald Frentzen | Williams-Renault  | 1:14.749 | +0.201 |
| 3                         | 11 | Ralf Schumacher       | Jordan-Peugeot    | 1:14.755 | +0.207 |
| 4                         | 3  | Jacques Villeneuve    | Williams-Renault  | 1:14.800 | +0.252 |
| 5                         | 6  | Eddie Irvine          | Ferrari           | 1:14.860 | +0.312 |
| 6                         | 14 | Jarno Trulli          | Prost-Mugen-Honda | 1:14.957 | +0.409 |
| 7                         | 8  | Alexander Wurz        | Benetton-Renault  | 1:14.986 | +0.438 |
| 8                         | 7  | Jean Alesi            | Benetton-Renault  | 1:15.228 | +0.680 |
| 9                         | 10 | David Coulthard       | McLaren-Mercedes  | 1:15.270 | +0.722 |
| 10                        | 9  | Mika Häkkinen         | McLaren-Mercedes  | 1:15.339 | +0.791 |
| 11                        | 12 | Giancarlo Fisichella  | Jordan-Peugeot    | 1:15.453 | +0.905 |
| 12                        | 15 | Shinji Nakano         | Prost-Mugen-Honda | 1:15.857 | +1.309 |
| 13                        | 22 | Rubens Barrichello    | Stewart-Ford      | 1:15.876 | +1.328 |
| 14                        | 16 | Johnny Herbert        | Sauber-Petronas   | 1:16.018 | +1.470 |
| 15                        | 23 | Jan Magnussen         | Stewart-Ford      | 1:16.149 | +1.601 |
| 16                        | 2  | Pedro Diniz           | Arrows-Yamaha     | 1:16.536 | +1.988 |
| 17                        | 1  | Damon Hill            | Arrows-Yamaha     | 1:16.729 | +2.181 |
| 18                        | 18 | Jos Verstappen        | Tyrrell-Ford      | 1:16.941 | +2.393 |
| 19                        | 19 | Mika Salo             | Tyrrell-Ford      | 1:17.256 | +2.708 |
| 20                        | 17 | Norberto Fontana      | Sauber-Petronas   | 1:17.538 | +2.990 |
| 21                        | 20 | Ukyo Katayama         | Minardi-Hart      | 1:17.563 | +3.015 |
| 22                        | 21 | Tarso Marques         | Minardi-Hart      | 1:18.280 | +3.732 |
| Règle des 107% : 1:19.766 |    |                       |                   |          |        |

## Classement
| Pos. | No | Pilote                | Écurie            | Tours | Temps/Abandon                      | Grille | Points |
| ---- | -- | --------------------- | ----------------- | ----- | ---------------------------------- | ------ | ------ |
| 1    | 5  | Michael Schumacher    | Ferrari           | 72    | 1 h 38 min 50 s 492 (185,752 km/h) | 1      | 10     |
| 2    | 4  | Heinz-Harald Frentzen | Williams-Renault  | 72    | + 23 s 537                         | 2      | 6      |
| 3    | 6  | Eddie Irvine          | Ferrari           | 72    | + 1 min 14 s 801                   | 5      | 4      |
| 4    | 3  | Jacques Villeneuve    | Williams-Renault  | 72    | + 1 min 21 s 784                   | 4      | 3      |
| 5    | 7  | Jean Alesi            | Benetton-Renault  | 72    | + 1 min 22 s 735                   | 8      | 2      |
| 6    | 11 | Ralf Schumacher       | Jordan-Peugeot    | 72    | + 1 min 29 s 871                   | 3      | 1      |
| 7    | 10 | David Coulthard       | McLaren-Mercedes  | 71    | Sortie de piste                    | 9      |        |
| 8    | 16 | Johnny Herbert        | Sauber-Petronas   | 71    | + 1 tour                           | 14     |        |
| 9    | 12 | Giancarlo Fisichella  | Jordan-Peugeot    | 71    | + 1 tour                           | 11     |        |
| 10   | 14 | Jarno Trulli          | Prost-Mugen-Honda | 70    | + 2 tours                          | 6      |        |
| 11   | 20 | Ukyo Katayama         | Minardi-Hart      | 70    | + 2 tours                          | 21     |        |
| 12   | 1  | Damon Hill            | Arrows-Yamaha     | 69    | + 3 tours                          | 17     |        |
| Abd. | 19 | Mika Salo             | Tyrrell-Ford      | 61    | Panne électrique                   | 19     |        |
| Abd. | 8  | Alexander Wurz        | Benetton-Renault  | 60    | Accident                           | 7      |        |
| Abd. | 2  | Pedro Diniz           | Arrows-Yamaha     | 58    | Sortie de piste                    | 16     |        |
| Abd. | 17 | Norberto Fontana      | Sauber-Petronas   | 40    | Accident                           | 20     |        |
| Abd. | 22 | Rubens Barrichello    | Stewart-Ford      | 36    | Moteur                             | 13     |        |
| Abd. | 23 | Jan Magnussen         | Stewart-Ford      | 33    | Freins                             | 15     |        |
| Abd. | 9  | Mika Häkkinen         | McLaren-Mercedes  | 18    | Moteur                             | 10     |        |
| Abd. | 18 | Jos Verstappen        | Tyrrell-Ford      | 15    | Freins                             | 18     |        |
| Abd. | 15 | Shinji Nakano         | Prost-Mugen-Honda | 7     | Sortie de piste                    | 12     |        |
| Abd. | 21 | Tarso Marques         | Minardi-Hart      | 5     | Moteur                             | 22     |        |

## Pole position et record du tour
- Pole position : Michael Schumacher en 1 min 14 s 548 (vitesse moyenne : 205,237 km/h).
- Meilleur tour en course : Michael Schumacher en 1 min 17 s 910 au 37e tour (vitesse moyenne : 196,380 km/h).

## Tours en tête
- Michael Schumacher : 70 (1-22 / 24-46 / 48/72)
- Heinz-Harald Frentzen : 2 (23 / 47)

## Statistiques
- 25e victoire pour Michael Schumacher qui égale le score de Jim Clark.
- 111e victoire pour Ferrari en tant que constructeur.
- 111e victoire pour Ferrari en tant que motoriste.